# Luhačovická přehrada
Luhačovická přehrada (též Pozlovická přehrada) je údolní nádrž na říčce Šťávnici, v katastru obce Pozlovice, asi 2 km severovýchodně od Luhačovic. Jejím provozovatelem je Povodí Moravy, s.p. – závod Střední Morava.

## Historie
Se stavbou se začalo roku 1913, poprvé napuštěna byla roku 1930.

## Parametry
- Výška hráze: 17,1 m
- Objem nádrže: 2,7 mil. m³

## Využití
- snížení povodňových průtoků
- rybaření
- projížďky na loďkách a šlapadlech
- koupání
- výroba elektřiny (výkon: 0,015–0,027 MW)
- Asfaltová okružní komunikace kolem přehrady je využívána k provozu volnočasových aktivit: vycházky, jízda na kole, in-line bruslení, Nordic walking. Komunikace je vybavena veřejným osvětlením a lavičkami.

## Vyčištění

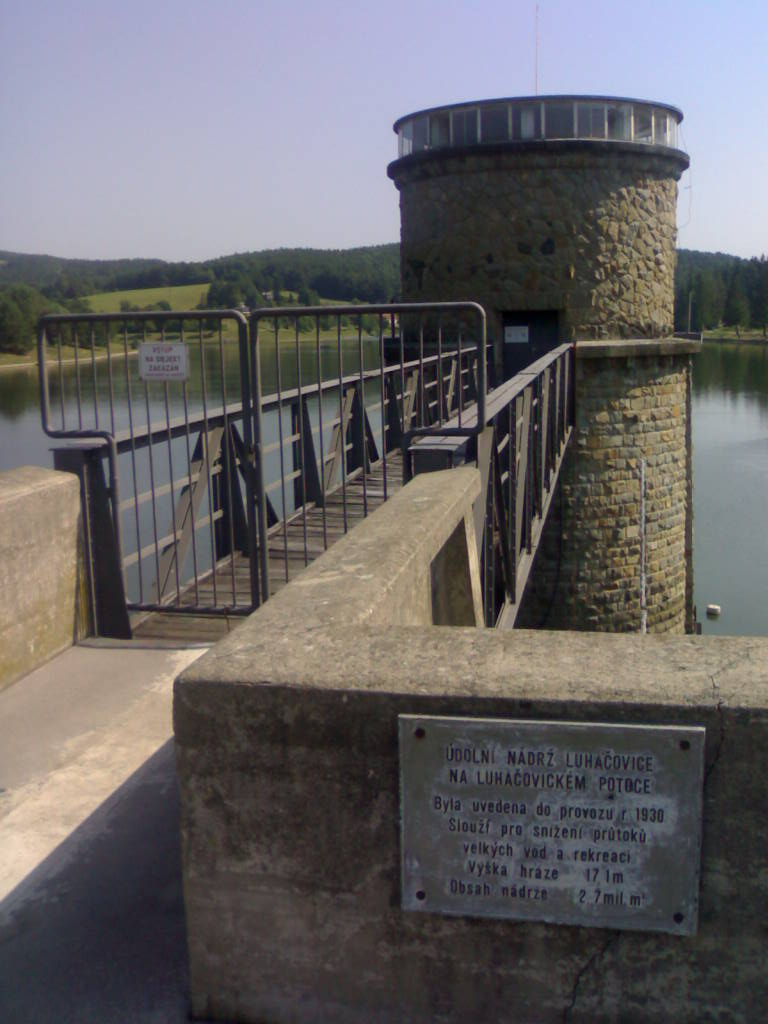
Luhačovická přehrada – pohled z hráze

Kvalita vody v přehradě byla dlouhodobě špatná a hygienici často zakazovali koupání kvůli vysokému výskytu sinic. Bylo naplánováno kompletní vyčištění, s tím se začalo na konci září 2010 vypuštěním přehrady. V průběhu roku 2011 probíhal odvoz sedimentů, celkem bylo plánováno vytěžení 250 000 m³. Opětovné napuštění přehrady bylo plánováno na červenec 2011. Až po odvozu sedimentů, jejichž objem překročil původní plán, v roce 2012 se přehrada začala napouštět, od roku 2013 je opět plně napuštěna.

## Fotogalerie

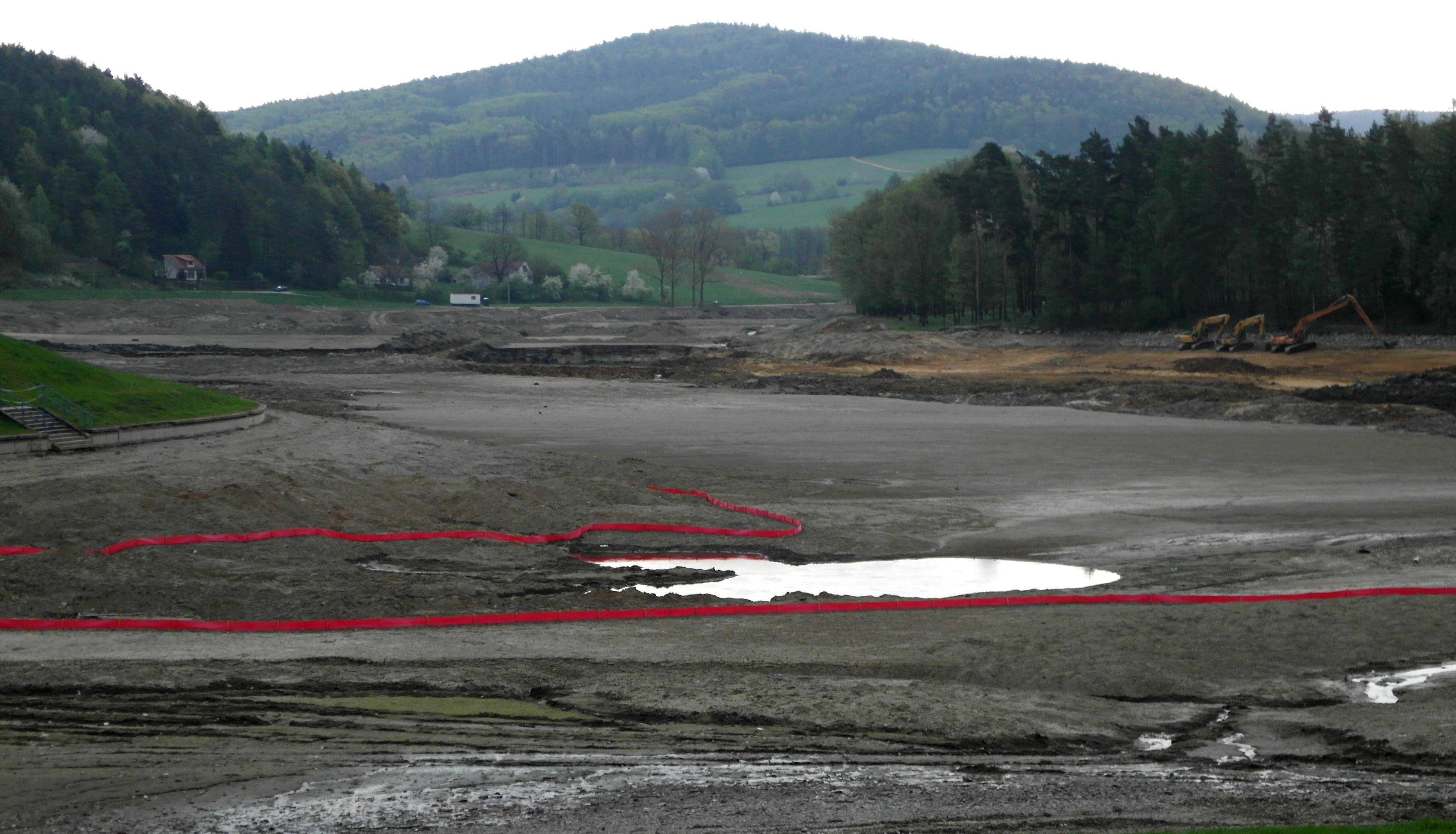
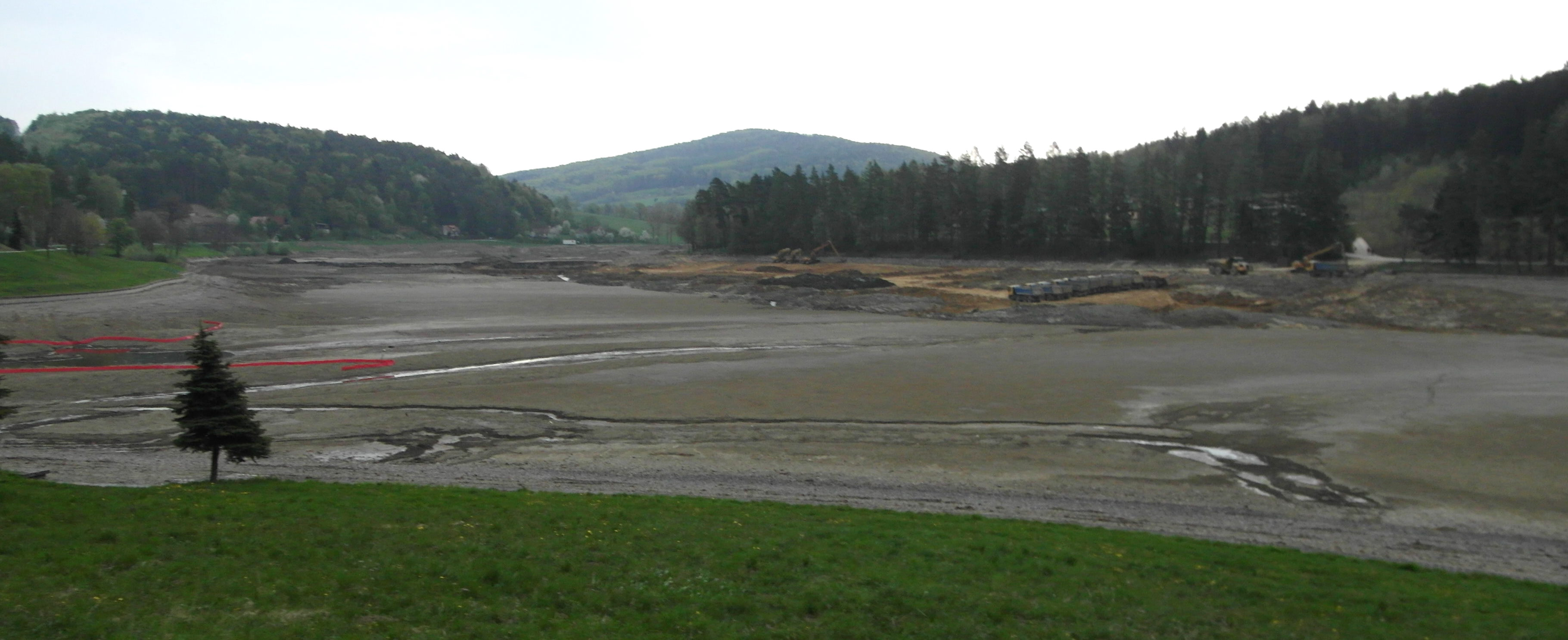
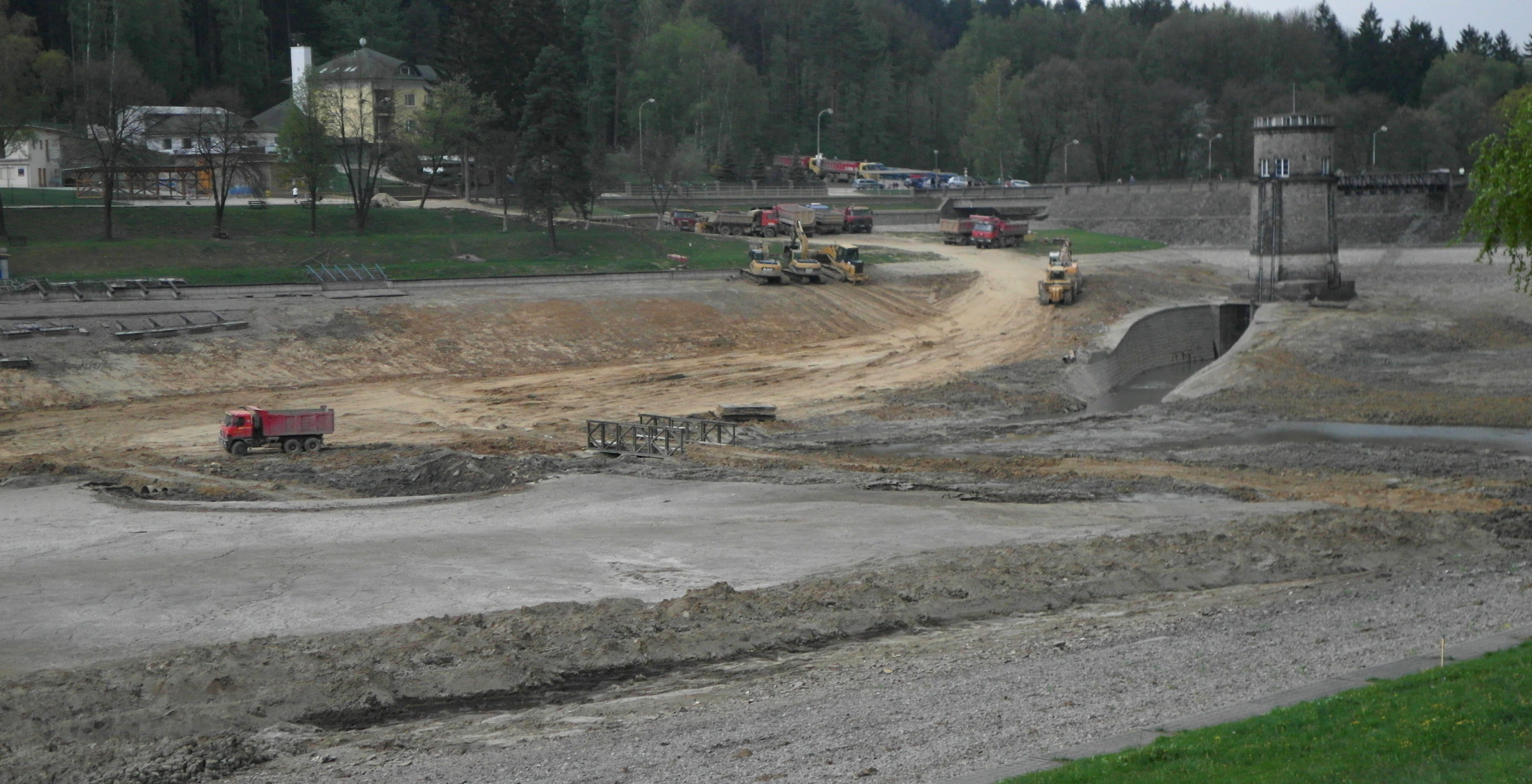
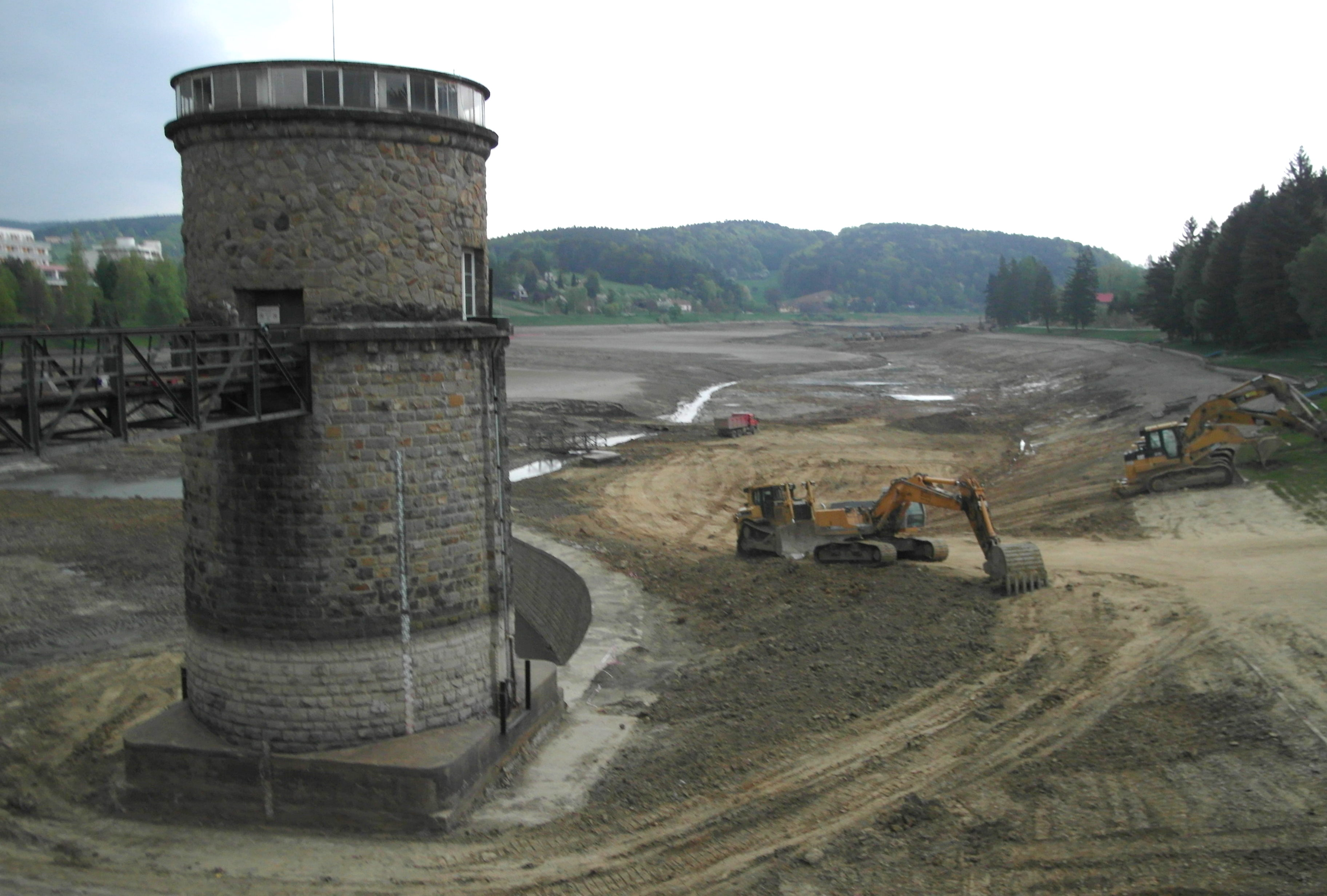
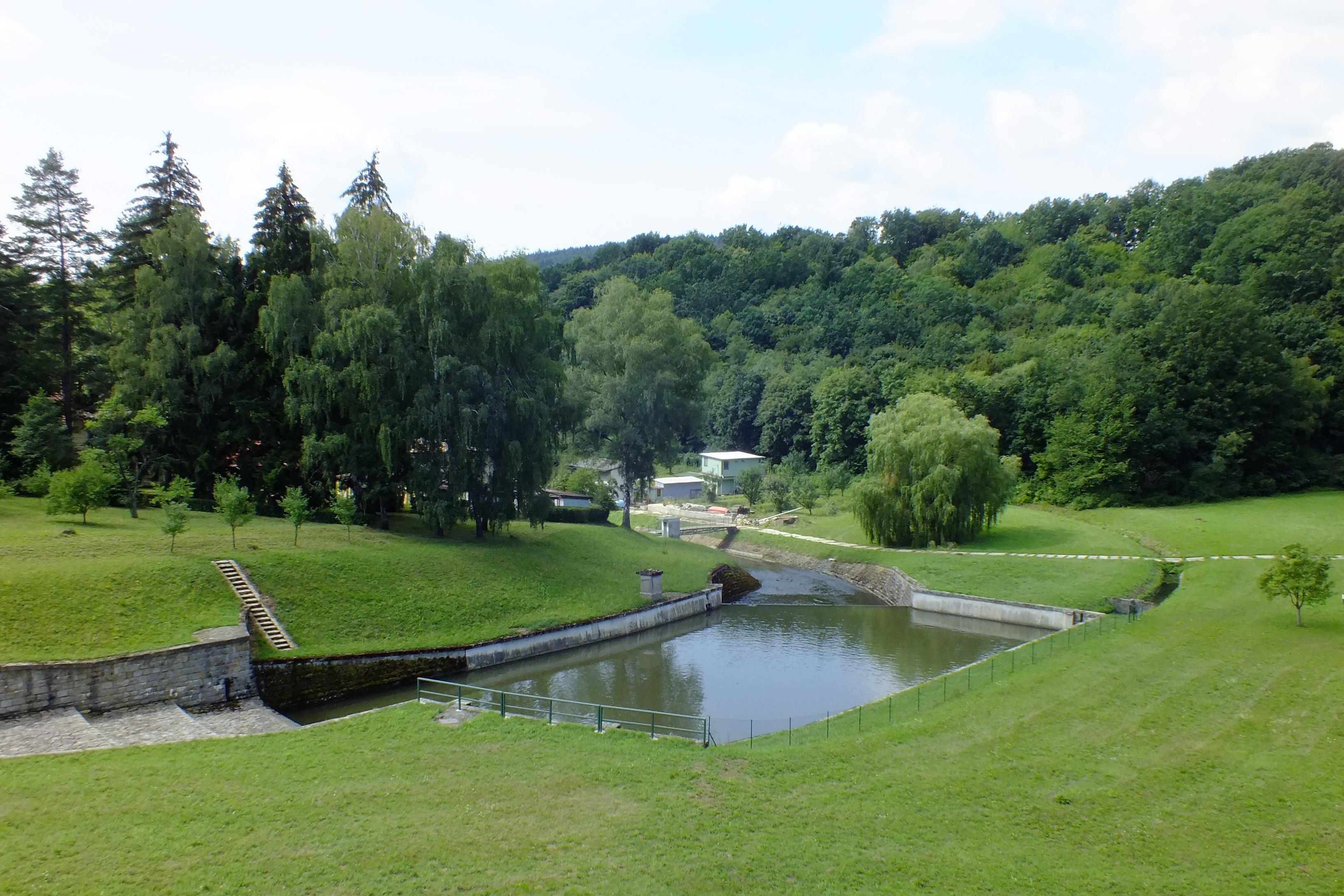
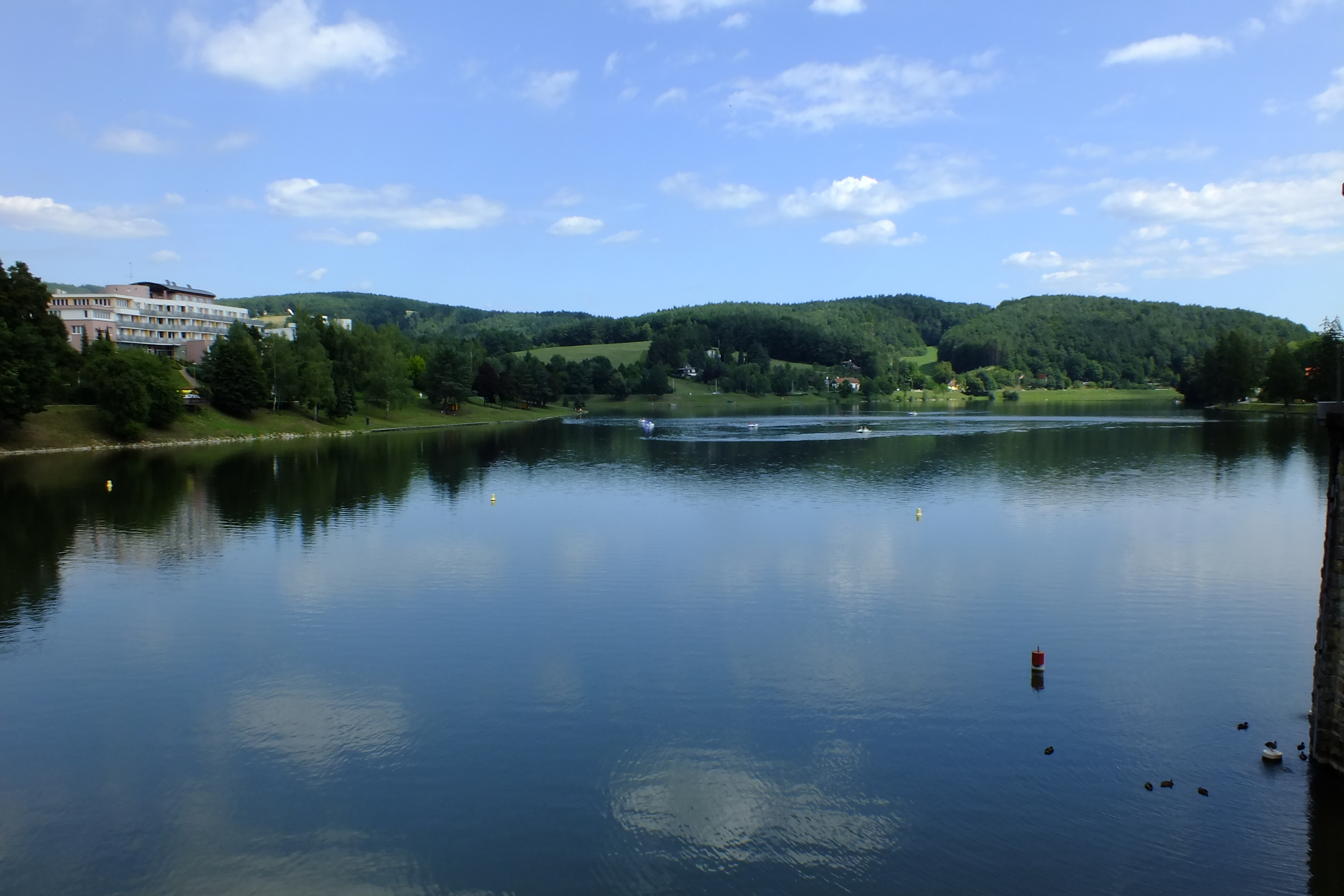
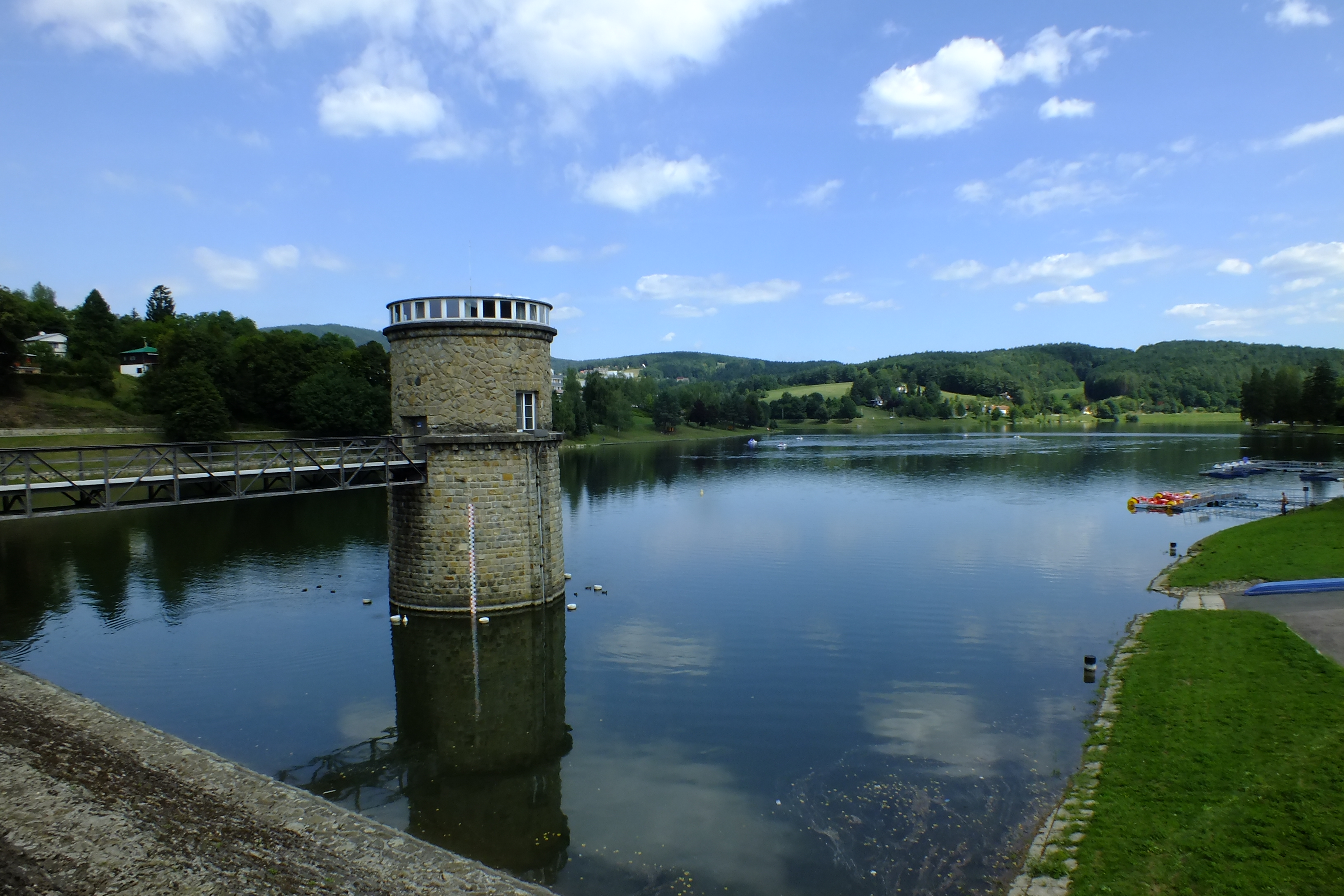
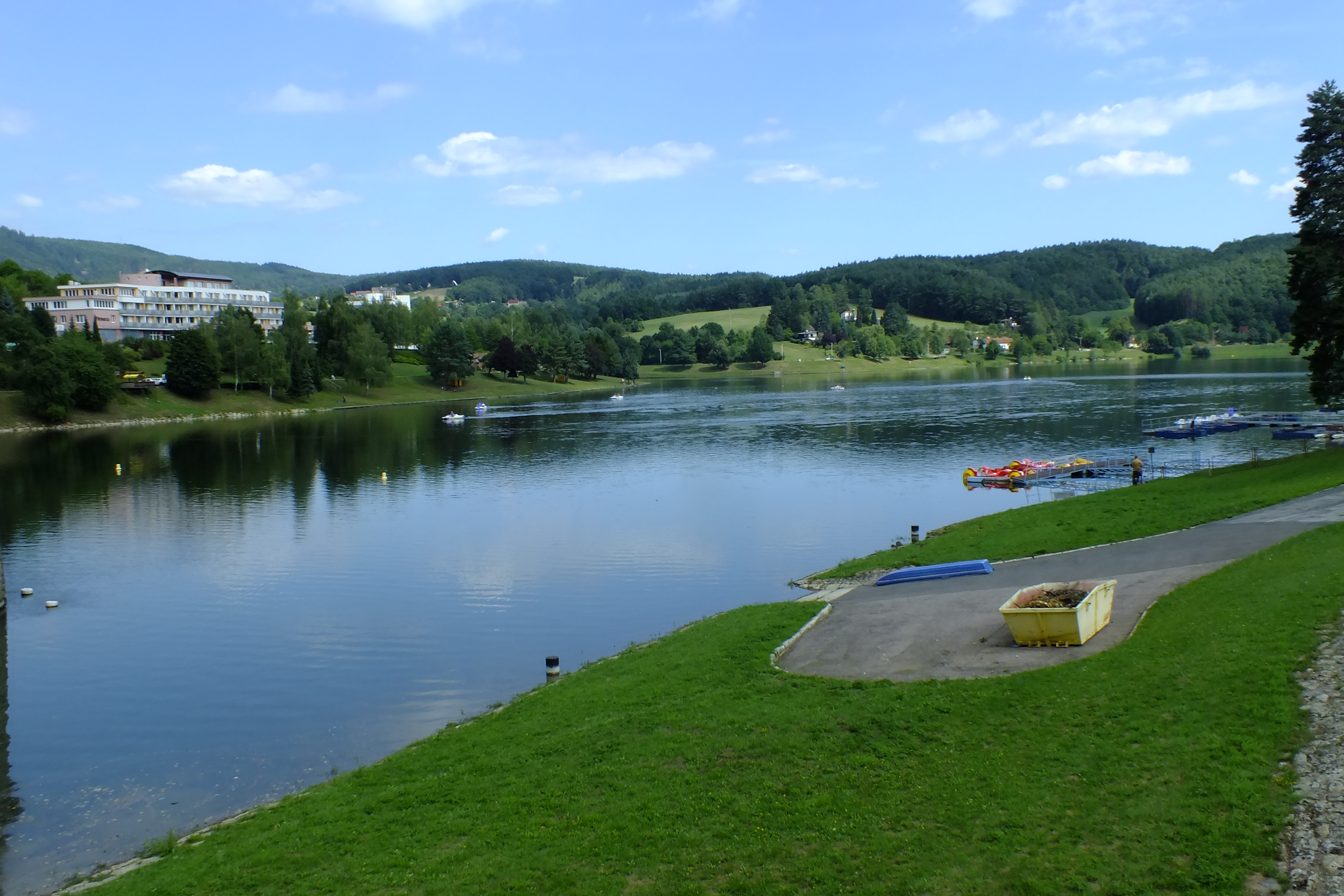